# Сігеберт II (король Ессексу)
Сігеберт II Добрий (або Благословенний) (англ. Sigeberht the Good, Sigeberht the Blessed; ? — 660) — король Ессексу в 653—660 роках.

## Життєпис
Походив з династії Есквінінгів. Був сином Сексбальда (Себальда), молодшого сина короля Следди. Про дату народження нічого невідомо. Після смерті короля Сігеберта I.
Сігеберт II уклав союз з королівством Нортумбрія, спрямований проти Пенди, короля Мерсії. Сам король Ессексу перебував у дружбі з нортумбрійським королем Освіу. Під час зустрічей король Нортумбрії багато розповідав йому про християнство і переконував його прийняти цю віру. Зрештою Сігеберт II повірив Освіу. Він з'явився в маєтку короля Нортумбрії, де єпископ Фіннан хрестив Сігеберта II та його почт. Потім Освіу спрямував до Ессексу священика Кедді, щоб той хрестив інших мешканців Ессексу. Успіхи Кедді були такі вражаючі, що Фіннан висвятив його на єпископа Ессекса.
У 654 році Пенда рушив проти Ессексу, завдавши поразки королю Сігеберту II, який вимушений був визнати зверхність короля Пенди. Втім він таємно спонукав союзника Освіу до виступу проти Мерсії. У 655 році після загибелі Пенди у війні з Нортумбрією, король Ессекс відновив самостійність.
Одного разу Сігеберт II пообідав у гостях в якоїсь людини, яка була відлучена єпископом Кедді від церкви і виклята за позашлюбний зв'язок. Іншим християнам було заборонено входити в його будинок, однак Сігеберт II порушив наказ. Прямуючи в черговий раз у гості, король зустрів Кедді і покаявся йому в гріху. Однак єпископ викляв Сігеберта II і передрік йому смерть у цьому будинку. Зрештою короля було вбито господарем будинку і його братом. Вбивці пояснили, що вбили Сігеберта II за надмірну милостивість. Оскільки Беда Преподобний повідомляє, що вбивці були родичами Сігеберта, дослідники припускають, що це були Світґельм і його брат Світфріт.

## Характер
Сігеберт II був відомий своєю добротою і ласкою. Він завжди був готовий милувати своїх ворогів і прощав їм все зло, що вони робили, як тільки ті просили вибачення.

## Родина
- Сігерік. Його син Селред у 709 році став королем Ессексу.